# Prințul René de Bourbon-Parma
Prințul René de Bourbon-Parma (17 octombrie 1894 – 30 iulie 1962) a fost al șaptelea fiu al lui Robert I, Duce de Parma și a celei de-a doua soții, Maria Antónia a Portugaliei. A fost tatăl Principesei Ana de Burbon-Parma, soția lui Mihai I, fost rege al României.